# August Häfner
August Häfner, född 31 januari 1912 i Mellingen, död juni 1999 i Tyskland, var en tysk SS-Obersturmführer. I egenskap av medlem av Sonderkommando 4a inom Einsatzgruppe C deltog han under andra världskriget i flera massakrer på judar, bland annat i Babij Jar.

## Biografi
Häfner inträdde i Nationalsocialistiska tyska arbetarepartiet (NSDAP) 1932 och i Schutzstaffel (SS) året därpå.

### Andra världskriget
År 1941 ingick Häfner som kommandochef i SS-Standartenführer Paul Blobels Sonderkommando 4a inom den mobila bataljonen Einsatzgruppe C som opererade i det av Tyskland ockuperade norra och mellersta Ukraina. Häfner närvarade vid ett flertal massakrer i Ukraina, bland annat i Babij Jar, Zjitomir och Bila Tserkva. I slutet av augusti 1941 beordrades en trupp ur Sonderkommando 4a att i Bila Tserkva avrätta omkring 90 judiska barn genom arkebusering. Den 29-årige Häfner kommenderades att övervaka massavrättningen på eftermiddagen den 22 augusti 1941. Häfner var kommandochef till oktober 1941.
Hösten 1943 kommenderades Häfner till Grekland och utsågs där till chef för Sicherheitspolizei (Sipo) och Sicherheitsdienst (SD), SS:s säkerhetstjänst, i Patras. Efter andra världskriget greps han av amerikanska soldater och satt i krigsfångenskap fram till 1948. Häfner inkallades som vittne vid Einsatzgruppenrättegången.

### Efter andra världskriget
August Häfner dömdes den 29 november 1968 av Landgericht Darmstadt till nio års fängelse för krigsförbrytelser och brott mot mänskligheten begångna i Babij Jar, Zjitomir och Bila Tserkva och Vassylkiv. Efter ett överklagande prövades Häfners fall ånyo och den 12 december 1973 dömdes han till 8 års fängelse. Häfner berättade i förhör om en särskild händelse i Bila Tserkva: ”Jag kommer särskilt ihåg en episod med en liten blond flicka som tog min hand. Senare blev också hon skjuten. Det var det värsta jag upplevt.”